# Konische Spirale

Konische Spirale mit archimedischer Spirale als Grundriss

Grundriss: fermatsche Spirale

Grundriss: logarithmische Spirale

Grundriss: hyperbolische Spirale

Eine konische Spirale ist eine Kurve auf einem senkrechten Kreiskegel, deren Grundriss eine ebene Spirale ist. Ist der Grundriss eine logarithmische Spirale, so nennt man sie Concho-Spirale, abgeleitet von Conch (Wasserschnecke).
Wie die logarithmische Spirale selbst spielt auch die mit ihr konstruierte Concho-Spirale in der Biologie bei der Modellierung von Schneckenhäusern, beim Insektenflug und in der Technik bei der Konstruktion von breitbandigen Antennen eine Rolle.

## Parameterdarstellung
Ist in der {\displaystyle x}-{\displaystyle y}-Ebene durch die Parameterdarstellung
{\displaystyle x=r(\varphi )\cos \varphi \ ,\qquad y=r(\varphi )\sin \varphi }
eine ebene Spirale gegeben, so kann man eine dritte Koordinate {\displaystyle z(\varphi )} so anfügen, dass die dadurch entstehende räumliche Kurve auf dem senkrechten Kreiskegel mit der Gleichung {\displaystyle \;m^{2}(x^{2}+y^{2})=(z-z_{0})^{2}\ ,\ m>0\;} liegt:
- {\displaystyle x=r(\varphi )\cos \varphi \ ,\qquad y=r(\varphi )\sin \varphi \ ,\qquad z=z_{0}+mr(\varphi )\ .}

Kurven dieser Art heißen konische Spiralen und die zur Konstruktion benutzte ebene Spirale ist ihr Grundriss. Sie waren schon Pappos bekannt.
Der Parameter {\displaystyle m} ist die Steigung der Kegelgeraden gegenüber der {\displaystyle x}-{\displaystyle y}-Ebene.
Die konische Spirale kann man auch als orthogonale Projektion der Grundriss-Spirale auf den Kegelmantel ansehen.
Beispiele
1) Geht man von einer archimedischen Spirale {\displaystyle \;r(\varphi )=a\varphi \;} aus, erhält man die konische Spirale (siehe Bild)
{\displaystyle x=a\varphi \cos \varphi \ ,\qquad y=a\varphi \sin \varphi \ ,\qquad z=z_{0}+ma\varphi \ ,\quad \varphi \geq 0\ .}
In diesem Fall kann man die konische Spirale auch als Schnittkurve eines Kegels und einer Wendelfläche auffassen.

2) Das zweite Bild zeigt eine konische Spirale mit einer fermatschen Spirale {\displaystyle \;r(\varphi )=\pm a{\sqrt {\varphi }}\;} als Grundriss.

3) Das dritte Beispiel hat eine logarithmische Spirale {\displaystyle \;r(\varphi )=ae^{k\varphi }\;} als Grundriss. Sie zeichnet sich durch eine konstante Steigung aus (s. unten).
4) In diesem Beispiel ist der Grundriss eine hyperbolische Spirale {\displaystyle \;r(\varphi )=a/\varphi \;}. Sie besitzt eine Asymptote (schwarze Gerade). Diese Asymptote ist der Grundriss einer Hyperbel (lila), an die sich die konische Spirale für {\displaystyle \varphi \to 0} annähert.

## Eigenschaften
Im Folgenden werden Eigenschaften konischer Spiralen mit Grundrissen der Form {\displaystyle r=a\varphi ^{n}} bzw. {\displaystyle r=ae^{k\varphi }} angegeben:

### Steigung

Steigungswinkel in einem Punkt einer konischen Spirale

Unter der Steigung einer konischen Spirale versteht man die Steigung der Spirale (Tangente) gegenüber der Horizontalen ({\displaystyle x}-{\displaystyle y}-Ebene). Der zugehörige Steigungswinkel ist {\displaystyle \beta } (s. Bild):
{\displaystyle \tan \beta ={\frac {z'}{\sqrt {(x')^{2}+(y')^{2}}}}={\frac {mr'}{\sqrt {(r')^{2}+r^{2}}}}\ .}
Für eine Spirale mit {\displaystyle r=a\varphi ^{n}} ergibt sich:
- {\displaystyle \tan \beta ={\frac {mn}{\sqrt {n^{2}+\varphi ^{2}}}}\ .}

Für eine archimedische Spirale ist {\displaystyle n=1} und damit die Steigung {\displaystyle \ \tan \beta ={\tfrac {m}{\sqrt {1+\varphi ^{2}}}}\ .}
- Für eine logarithmische Spirale mit {\displaystyle r=ae^{k\varphi }} ist {\displaystyle \ \tan \beta ={\tfrac {mk}{\sqrt {1+k^{2}}}}\ } (konstant!).

Eine Concho-Spirale heißt deswegen auch gleichwinklige konische Spirale.

### Bogenlänge
Die Länge eines Kurvenbogens einer konischen Spirale ist
{\displaystyle L=\int _{\varphi _{1}}^{\varphi _{2}}{\sqrt {(x')^{2}+(y')^{2}+(z')^{2}}}\,\mathrm {d} \varphi =\int _{\varphi _{1}}^{\varphi _{2}}{\sqrt {(1+m^{2})(r')^{2}+r^{2}}}\,\mathrm {d} \varphi \ .}
Für eine archimedische Spirale ist das auftretende Integral, wie im ebenen Fall, mit Hilfe einer Integrationstabelle lösbar.
{\displaystyle L={\frac {a}{2}}{\big [}\varphi {\sqrt {(1+m^{2})+\varphi ^{2}}}+(1+m^{2})\ln {\big (}\varphi +{\sqrt {(1+m^{2})+\varphi ^{2}}}{\big )}{\big ]}_{\varphi _{1}}^{\varphi _{2}}\ .}
Für eine logarithmische Spirale lässt sich das Integral leicht lösen:
{\displaystyle L={\frac {\sqrt {(1+m^{2})k^{2}+1}}{k}}(r{\big (}\varphi _{2})-r(\varphi _{1}){\big )}\ .}
In anderen Fällen können elliptische Integrale auftreten.

### Abwicklung

Abwicklung (grün) einer konischen Spirale (rot), rechts: Seitenansicht. Die Abwicklungsebene ist. Sie berührt anfangs den Kegel in der lila Geraden.

Für die Abwicklung einer konischen Spirale müssen der Abstand {\displaystyle \rho (\varphi )} eines Kurvenpunktes {\displaystyle (x,y,z)} von der Kegelspitze {\displaystyle (0,0,z_{0})} und die Beziehung zwischen dem Winkel {\displaystyle \varphi } und dem Winkel {\displaystyle \psi } in der Abwicklung bestimmt werden:
{\displaystyle \rho ={\sqrt {x^{2}+y^{2}+(z-z_{0})^{2}}}={\sqrt {1+m^{2}}}\;r\ ,}
{\displaystyle \varphi ={\sqrt {1+m^{2}}}\psi \ .}
Die Polardarstellung der abgewickelten konischen Spirale ist also:
- {\displaystyle \rho (\psi )={\sqrt {1+m^{2}}}\;r({\sqrt {1+m^{2}}}\psi )}

Die Abwicklung im Fall {\displaystyle r=a\varphi ^{n}} ist in Polardarstellung die Kurve
{\displaystyle \rho =a{\sqrt {1+m^{2}}}^{\,n+1}\psi ^{n},}
eine Spirale vom gleichen Typ. Speziell:
- Ist der Grundriss einer konischen Spirale eine archimedische Spirale, so ist die Abwicklung auch eine archimedische Spirale.

Bei einer hyperbolischen Spirale ({\displaystyle n=-1}) ist die Abwicklung sogar zum Grundriss kongruent.
Im Fall einer logarithmischen Spirale mit {\displaystyle r=ae^{k\varphi }} ist die Abwicklung die logarithmische Spirale
{\displaystyle \rho =a{\sqrt {1+m^{2}}}\;e^{k{\sqrt {1+m^{2}}}\psi }\ .}

### Tangentenspur

Konische Spirale mit hyperbolischer Spirale als Grundriss: Tangentenspur (lila Kreis). Die schwarze Gerade ist die Asymptote der hyperbolischen Spirale.

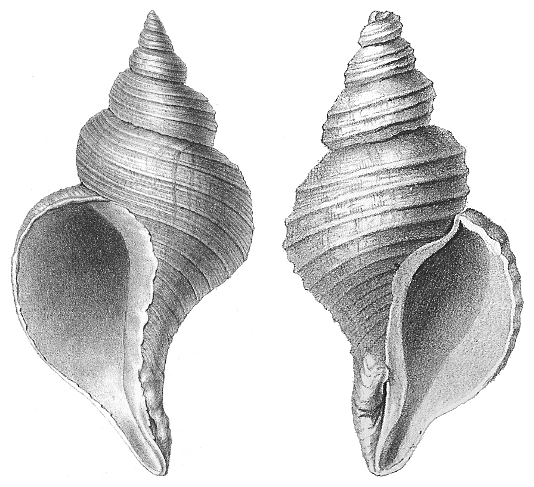
Schalen von zwei verschiedenen Meeresschneckenarten: links eine linksgewundene Schale Neptunea angulata, rechts eine rechtsgewundene Schale Neptunea despecta

Der Schnitt der Tangenten einer konischen Spirale mit der {\displaystyle x}-{\displaystyle y}-Ebene (Ebene durch die Kegelspitze) nennt man Tangentenspur.
Für die konische Spirale
{\displaystyle (r\cos \varphi ,\,r\sin \varphi ,\,mr)}
ist der Tangentenvektor
{\displaystyle (r'\cos \varphi -r\sin \varphi ,\,r'\sin \varphi +r\cos \varphi ,\,mr')^{T}}
und die Tangente:
{\displaystyle x(t)=r\cos \varphi +t(r'\cos \varphi -r\sin \varphi )\ ,}
{\displaystyle y(t)=r\sin \varphi +t(r'\sin \varphi +r\cos \varphi )\ ,}
{\displaystyle z(t)=mr+tmr'\ .}
Der Schnittpunkt der Tangente mit der {\displaystyle x}-{\displaystyle y}-Ebene hat den Parameter {\displaystyle t=-r/r'} und ist
- {\displaystyle \left({\frac {r^{2}}{r'}}\sin \varphi ,\,-{\frac {r^{2}}{r'}}\cos \varphi ,\,0\right)}.

Für {\displaystyle r=a\varphi ^{n}} ist {\displaystyle \ {\tfrac {r^{2}}{r'}}={\tfrac {a}{n}}\varphi ^{n+1}\ } und die Tangentenspur wieder eine Spirale, die allerdings im Fall {\displaystyle n=-1} (hyperbolische Spirale) zu einem Kreis mit Radius {\displaystyle a} entartet (siehe Bild).
Für {\displaystyle r=ae^{k\varphi }} ist {\displaystyle \ {\tfrac {r^{2}}{r'}}={\tfrac {r}{k}}\ } und die Spur wieder eine zur gegebenen logarithmischen Spirale kongruente Spirale (wegen Selbstähnlichkeit einer logarithmischen Spirale).